# La Mère Poulard

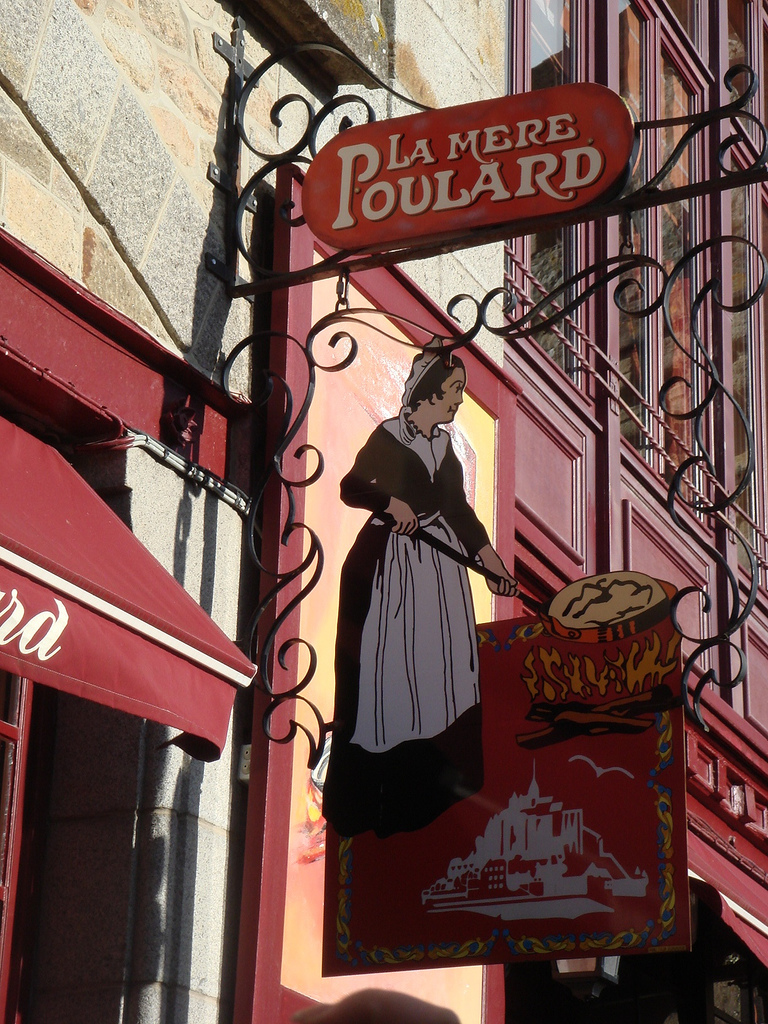
Вывеска ресторана La Mère Poulard

La Mère Poulard (фр. — «У матушки Пуля́р») — гастрономический ресторан, расположенный при одноимённой гостинице на острове Мон-Сен-Мишель в Нормандии (Франция). 
История ресторана восходит к 1888 году, когда супруги Пуляр оставили своё предыдущее заведение, «Золотая голова», и приобрели новое, под вывеской «Золотой лев». Хозяйка ресторана «матушка» Пуляр (1851—1931) внесла немалый вклад в развитие французской кухни, создав за годы работы около семисот рецептов.
Особенно известной она стала благодаря своему фирменному омлету, приготовляемому в медной посуде на дровах, на открытом огне, пока клиенты ждали основного блюда. Толщиной в несколько дюймов, он больше напоминает суфле, чем традиционный омлет.
Стены ресторана украшают автографы более ста известных посетителей, в том числе, Эрнеста Хемингуэя и Ива Сен-Лорана.
В июне 2012 года цена фирменного омлета составляла до 25 евро за 100 грамм при минимальной порции в 300 грамм.